# Borovkov-Florov I-207
Borovkov-Florov I-207  (I- Istrebitel – lovec) je bilo dvokrilno propelersko lovsko letalo iz 1930ih. Prvi prototip je poganjal 900 konjski Švecov M-62 (licenčna verzija motorja Wright Cyclone). Drugi prototip je imel močnejšega 1000 konjskega Švecov M-63.

## Specifikacije (I-207)
- Posadka: 1
- Dolžina: 6,35 m (20 ft 10 in)
- Razpon krila: 7 m (22 ft 11-3/4 in)
- Površina kril: 18 m2 (194 ft2)
- Prazna teža: 1598 kg (3523 lb)
- Gros teža: 1950 kg (4299 lb)
- Motor: 1 × Švecov M-62, 671 kW (900 KM)

- Največja hitrost: 436 km/h (271 mph)
- Dolet: 700 km (435 milj)
- Višina leta (servisna): 9150 m (30020 ft)
- Hitrost vzpenjanja: 13,44 m/s (2646 ft/min)

- Orožje:  4 x 7,62 mm ŠKAS strojnice